# Around the World in 80 Treasures
Around the World in 80 Treasures (em português:  Volta ao Mundo em 80 Tesouros) é uma série de dez episódios produzidos pela BBC e conduzidos e apresentados pelo historiador britânico Dan Cruickshank. O título é uma referência ao livro A Volta ao Mundo em Oitenta Dias do escritor francês Júlio Verne.
A série levou Cruickshank a 34 países, passando cinco meses em viagem pelo mundo, e apresentou os grandes tesouros criados pelos homens, englobando construções e artefatos.

## Episódio 1: Do Peru ao Brasil
| # | Localidade             | Tesouro                   | Imagem                                                   | Breve descrição |
| - | ---------------------- | ------------------------- | -------------------------------------------------------- | --- |
| 1 | Andes, Peru            | Machu Picchu              | Machu Picchu                                             | O primeiro dos 80 tesouros selecionados pela produção do programa foi a cidade de Machu Picchu, uma das cidades incas, há séculos abandonada e descoberta em 1911.             |
| 2 | Andes, Peru            | Salinas incaicas          | Maras                                                    | Os incas usavam grandes "piscinas", nos sopés dos Andes, a fim de extrarir o sal da água do mar.                                                                               |
| 3 | Nazca, Peru            | Linhas de Nazca           | Linhas de Nazca                                          | Cerca de trezentos geóglifos localizados principalmente no deserto de Nazca, feitos entre os séculos III e VI a.C.                                                             |
| 4 | Lambayeque, Peru       | Colar de Aranhas de Sipán | N/A                                                      | Um colar feito de dez peças de ouro, em homenagem à Deusa Aranha. |
| 5 | Trujillo, Peru         | Chan Chan                 | Chan Chan                                                | A maior cidade já conhecida feita de lama, residência de 30.000 pessoas e que cobre 20 km. O povo de Chan Chan foi dominado pelos Incas, antes mesmo da chegada dos espanhóis. |
| 6 | Ilha da Páscoa         | Moais da Ilha de Páscoa   | Moai enterrado até os ombros Rano Raraku, Ilha de Páscoa | Os Moais, grandes estátuas construídas pelos nativos da Ilha de Páscoa. |
| 7 | Cuiabá, Brasil         | Cocares dos ricbactas     | N/A                                                      | Cocares feitos pelos ricbactas a partir de cabelos humanos e penas de araras e papagaios.                                                                                      |
| 8 | Rio de Janeiro, Brasil | Cristo Redentor           | Cristo Redentor                                          | Uma estátua de Cristo medindo 38 metros, constituindo-se na maior estátua estilo Art Deco do mundo.                                                                            |

## Episódio 2: Do México à América do Norte Central
| #  | Localidade                | Tesouro                         | Imagem                        | Breve descrição |
| -- | ------------------------- | ------------------------------- | ----------------------------- | --- |
| 9  | Sul do México             | Palenque                        | Palácio de Palenque           | Cidade maia mostrando alguns dos seus melhores exemplos de arquitetura, escultura, e relevos em estuque.                                                                            |
| 10 | Tollan Tula, México       | Os Gigantes de Tula             | Gigantes de Tula              | Esculturas/colunas em pedra do século X de guerreiros toltecas vestidos de penas e deuses.                                                                                          |
| 11 | Cidade do México, México  | Homem, Controlador do Universo  |                               | Pintura de Diego Rivera encomendada por Nelson Rockefeller, que retrata a luta entre o capitalismo e o comunismo. Uma recriação da obra original destruída O Homem na Encruzilhada. |
| 12 | Cortez, Colorado          | Revólver do tipo Colt 1851 Navy | Revólver Colt 1851 Navy       | Arma de seis balas produzida em larga escala para ser usada na Guerra de Secessão e depois utilizada no cumprimento do Destino Manifesto.                                           |
| 13 | Colorado                  | Parque Nacional de Mesa Verde   | Parque Nacional de Mesa Verde | Uma pequena comunidade construída sob uma prateleira de rochas pelos ancestrais dos herdeiros dos anasazi.                                                                          |
| 14 | Charlottesville, Virgínia | Monticello                      | Monticello                    | Casa projetada e construída no final do século XVIII por Thomas Jefferson. |
| 15 | Nova Iorque, Nova Iorque  | Estátua da Liberdade            | Estátua da Liberdade          | Uma estátua de 46 metros de altura doada pela França para os Estados Unidos, para comemorar o centenário da Declaração da Independência dos Estados Unidos.                         |
| 16 | Manhattan, Nova Iorque    | Seagram Building                | Seagram Building              | Quintessência de Dan do projeto arranha-céus comerciais. |

## Episódio 3: Da Austrália ao Camboja
| #  | Localidade             | Tesouro                  | Imagem                                               | Breve descrição |
| -- | ---------------------- | ------------------------ | ---------------------------------------------------- | --- |
| 17 | Sydney, Austrália      | Igreja de St. James      | Igreja de St. James                                  | Obra-prima do arquiteto condenado Francis Greenway, e um dos edifícios mais antigos da Austrália. |
| 18 | Kakadu, Austrália      | Arte rupestre Kakadu     | Pintura rupestre em Ubirr, no Parque Nacional Kakadu | Arte rupestre aborígine do Parque Nacional Kakadu, Território do Norte. |
| 19 | Tana Toraja, Indonésia | Casas dos espíritos      | Casa toraja                                          | Estas casas com telhado em forma de barco simbolizam a vida após a morte das pessoas. |
| 20 | Tana Toraja, Indonésia | Tau Tau                  | Local de enterro toraja                              | Estátuas de madeira que representam os ancestrais, os membros da tribo que morreram. |
| 21 | Java, Indonésia        | Borobodur                | Borobudur                                            | Uma das maiores estupas budistas (gigante, templo piramidal budista) no mundo. Foi construída no século VIII e tem nove níveis.                                                                                |
| 22 | Ayutthaya, Tailândia   | Elefante de Ouro         | N/A                                                  | Elefante ajoelhado com uma howdah. Uma obra-prima muito bem acabada da arte dos ourives. Incrustado com pedras preciosas. Feito aproximadamente em 1420, no mesmo tempo em que a torre no qual foi encontrado. |
| 23 | Siem Reap, Camboja     | Angkor Wat               | Angkor Wat                                           | O templo de Angkor Wat. É a visão do homem do paraíso, uma imagem hindu da cidade celestial. Angkor Wat é um legado do poderoso rei Suriavarmam, o Segundo, e remonta a meados do século XII.                  |
| 24 | Angkor Thom, Camboja   | Rostos de Pedra de Bayon | Rostos de Pedra de Bayon                             | As paredes adornadas com rostos enormes e poderosamente esculpidos na cidade de Angkor Thom construído por Jayavarman Vll, um quilômetro de distância do Angkor Wat.                                           |

## Episódio 4: Do Japão à China
| #  | Localidade    | Tesouro                        | Imagem                                              | Breve descrição |
| -- | ------------- | ------------------------------ | --------------------------------------------------- | --- |
| 25 | Tóquio, Japão | Catana/sabre samurai           | Catana do século XVII                               | A catana, também comumente referida como uma "espada samurai". |
| 26 | Himeji, Japão | Castelo de Himeji              | Castelo de Himeji                                   | Complexo palaciano com 83 edifícios de madeira, localizado na cidade de Himeji, Hyōgo. Também conhecido como ("Castelo Heron Branco") por causa de seu brilhante exterior branco. Foi reconstruído há mais de 400 anos atrás.                                                 |
| 27 | Quioto, Japão | Jardim zen-budista de Ryōan-ji | Jardim de Ryōan-ji                                  | Um templo zen localizado no noroeste de Quioto, Japão. Pertencente à escola Myoshin-ji do ramo Rinzai do zen-budismo, o templo é um dos Monumentos Históricos da Antiga Quioto, um Patrimônio Mundial da UNESCO.                                                              |
| 28 | Pequim, China | Cidade Proibida                | Cidade Proibida                                     | A Cidade Proibida é o maior palácio do mundo. Foi construído pela poderosa dinastia Ming 600 anos atrás. |
| 29 | Pequim, China | O Parque do Palácio de Verão   | O Palácio de Verão                                  | O Palácio de Verão é dominado principalmente pela Colina da Longevidade (60 metros de altura) e o lago Kunming. Ocupa uma extensão de 2,9 quilômetros quadrados, três quartos dos quais de água.                                                                              |
| 30 | China         | Grande Muralha da China        | Grande Muralha da China                             | Uma série de fortificações de pedra e barro, no norte da China, construída, reconstruída, e mantida entre o século V a.C. e o século XVI, para proteger as fronteiras do norte do império chinês durante várias dinastias sucessivas.                                         |
| 31 | Xiam, China   | Exército de Terracota          | Exército de Terracota                               | Os guerreiros e cavalos de terracota de Qin Shi Huang, o Primeiro Imperador da China. As figuras de terracota foram descobertas em 1974 por alguns agricultores locais perto de Xiam, província de Xianxim, China, perto do mausoléu do segundo imperador da dinastia Mingue. |
| 32 | Xangai, China | Porcelana da Dinastia Ming     | Estátua do homem azul, da Dinastia Ming, Jingdezhen | O Museu de Xangai tem uma das melhores coleções de porcelana ming do mundo. |

## Episódio 5: Da Índia ao Sri Lanca
| #  | Localidade             | Tesouro                    | Imagem                     | Breve descrição |
| -- | ---------------------- | -------------------------- | -------------------------- | --- |
| 33 | Calcutá, Índia         | Durga                      | Durga                      | No hinduísmo, a Deusa Durga é uma forma de Devi, a deusa suprema radiante, descrita como tendo dez braços, montando um leão ou um tigre, carregando armas (incluindo uma flor de lótus), mantendo um sorriso meditativo, e praticando mudras, ou gestos simbólicos com as mãos.                                                                                              |
| 34 | Sri Laca               | Sigiria                    | Sigiria                    | A cidade de Sigiriya foi criada pelo rei Kasiyapa aproximadamente em 470, 480 AD com uma pedra colossal, sobre a qual ficava, a fortaleza e o palácio. |
| 35 | Polonnaruwa, Sri Lanca | O Buda Gigante             | Buda Gigante               | Este Buda gigante foi criado na década de 1180 e mede cerca de 40 metros, esculpido em granito muito duro. Com suas vestes enroladas em volta de seu corpo, a cabeça reclinada sobre um travesseiro. |
| 36 | Kandy, Sri Lanca       | O Dente de Buda            | Interior do templo         | De acordo com lendas do Sri Lanca, quando o Buda morreu, seu corpo foi cremado em uma pira de sândalo em Kusinara na Índia e seu dente canino esquerdo foi retirado da pira funerária por Arahat Khema. Khema, então, deu-o ao rei Brahmadatte para veneração. Tornou-se uma posse real no país de Brahmadatte e foi mantido na cidade de Dantapuri (atual Puri, em Orissa). |
| 37 | Cochim, Índia          | Especiarias de Cochim      | Especiarias de Cochim      | Cochin foi o centro das encruzilhadas do comércio internacional de especiarias, tornando-o um dos lugares mais importantes da Terra. |
| 38 | Madurai, Índia         | Templo Meenakshi Amman     | Templo Meenakshi Amman     | Templo Meenakshi Sundareswarar ou Templo Tamil Meenakshi Amman: é um histórico templo hindu localizado na cidade sagrada de Madurai, Tamil Nadu, na Índia. É dedicado ao deus Shiva (na forma de Sundareswarar ou Senhor bonito) e sua consorte, a deusa Parvati (na forma de Meenakshi).                                                                                    |
| 39 | Jaipur, Índia          | Observatório Jantar Mantar | Observatório Jantar Mantar | O Observatório foi iniciado em 1728. |
| 40 | Agra, Índia            | Taj Mahal                  | Taj Mahal                  | O Taj Mahal é um mausoléu situado em Agra, Índia, construído pelo imperador Mughal Shah Jahan em memória de sua esposa favorita, Mumtaz Mahal. |

## Episódio 6: Do Uzbequistão à Síria
| #  | Localidade                  | Tesouro                                   | Imagem                                         | Breve descrição |
| -- | --------------------------- | ----------------------------------------- | ---------------------------------------------- | --- |
| 41 | Samarcanda, Uzbequistão     | Ladrilhos de Samarcanda                   | Mausoléu de Gur-Emir                           | Samarcanda é a segunda maior cidade no Uzbequistão e capital da Província de Samarcanda. O uso de ladrilhos embelezam os grandes edifícios de Samarcanda, dando-lhes um caráter arquitetônico distinto e poderoso.                                                                                   |
| 42 | Bucara, Uzbequistão         | As cúpulas comerciais                     | As cúpulas comerciais, Bucara                  | As cúpulas de comércio que foram construídas nas décadas de 1570 e 1580. É o maior centro comercial da região. |
| 43 | Baku, Azerbaijão            | Templo do Fogo e o Mosteiro em Surkhany   | Templo do Fogo                                 | O Ateshgah de Baku ou "Templo do Fogo" é uma estrutura religiosa em forma de castelo em Surakhani, um subúrbio da grande Baku, Azerbaijão. O complexo pentagonal, que tem um pátio cercado por abrigos para os monges e um altar-tetrapilar no meio, foi construído durante os séculos XVII e XVIII. |
| 44 | Ispaã, Irã                  | Mesquita do imã na Praça de Naqsh-e Jahan | Interior da mesquita na Praça de Naqsh-e Jahan | A mesquita do imã Khomeini ou Mesquita do Xá é uma mesquita em Ispaã, Irã. Construída durante o período safávida, é um excelente exemplo da arquitetura islâmica do Irã, e considerada a obra-prima da arquitetura persa.                                                                            |
| 45 | Xiraz, Irã                  | Tapete persa                              | Tapete persa                                   | O tapete persa é uma parte essencial da arte e da cultura persa. A tecelagem do tapete é, sem dúvida, uma das manifestações mais ilustres da cultura e arte persa, e remonta à antiga Pérsia. O tapete persa foi muito comercializado para a Europa, principalmente na Idade Média.                  |
| 46 | Província de Quermanxá, Irã | Inscrição de Beistum                      | Inscrição de Beistum                           | A "Pedra de Rosetta" de escrita cuneiforme, com inscrições em persa antigo, elamita, e babilônio, decifradas no século XIX. |
| 47 | Província de Fars, Irã      | Persépolis                                | Persépolis                                     | As ruínas da antiga capital persa. |
| 48 | Damasco, Síria              | Mercado de Hamidiyya                      | Mercado de Hamidiyya                           | Um mercado no bairro antigo. |

## Episódio 7: Da Jordânia à Etiópia
| #  | Localidade          | Tesouro            | Imagem                             | Breve descrição |
| -- | ------------------- | ------------------ | ---------------------------------- | --- |
| 49 | Jordânia            | Petra              | Tesouro de Petra                   | Antiga capital dos nabateus, redescoberta por Johann Ludwig Burckhardt em 1812. |
| 50 | Madaba, Jordânia    | Mapa de Madaba     | Mapa de Madaba                     | Mosaico do século VI; a mais antiga representação cartográfica sobrevivente original da Terra Santa e, especialmente de Jerusalém. |
| 51 | Jerusalém, Israel   | Monte do Templo    | Cúpula da Rocha no Monte do Templo | Também conhecido como o Monte Moriá, o local mais sagrado do judaísmo, local do 1º e do 2º templos. Também reverenciado no islamismo como o local da jornada de Maomé a Jerusalém e ascensão ao céu; localização da Mesquita de Al-Aqsa e da Cúpula da Rocha, a mais antiga estrutura existente no mundo islâmico.                        |
| 52 | Axum, Etiópia       | Estelas de Axum    | Obelisco de Axum, Etiópia          | Um dos mais de cem obeliscos da antiga cidade de Axum, construído Há 1.700 anos, o mais alto mede 24 metros e pesa mais de 100 toneladas, tornando-o o mais antigo obelisco erigido no mundo antigo. |
| 53 | Debre Damo, Etiópia | O Milagre de Maria | Igreja de Debre Damo, Etiópia      | Um antigo manuscrito etíope descreve os numerosos milagres de Maria, a mãe de Jesus Cristo, na antiga língua gueês da Etiópia. |
| 54 | Lalibela, Etiópia   | Lalibela           | Igreja de Lalibela, Etiópia        | Um complexo de onze igrejas esculpidas na pedra, que se acredita ter sido criado no século XII. Segundo a tradição etíope ele foi construído com a ajuda dos anjos. |
| 55 | Lalibela, Etiópia   | Cruz de Lalibela   | Cruz de Lalibela                   | A Cruz de Lalibela é uma grande, elaboradamente decorada cruz, considerada uma das mais preciosas relíquias religiosa e histórica da Etiópia. É guardada pela Bete Medane Além, a Casa do Redentor do Mundo, uma igreja do século XII esculpida na rocha, em Lalibela. Um sacerdote pode utilizar a cruz para abençoar ou curar os fiéis. |

Cruickshank também visita o Monte Nebo (Jordânia) nesse episódio.

## Episódio 8: Do Mali ao Egito
| #  | Localidade            | Tesouro                         | Imagem                                                                            | Breve descrição |
| -- | --------------------- | ------------------------------- | --------------------------------------------------------------------------------- | --- |
| 56 | Jené, Mali            | Grande Mesquita de Jené         | Grande Mesquita de Jené                                                           | A Grande Mesquita de Djené é o maior edifício em adobe no mundo e é considerado por muitos arquitetos a maior conquista do estilo arquitetônico sudano-sael, embora com claras influências islâmicas. |
| 57 | Sanga, Mali           | Pinturas rupestres dogons       | Pintura na Caverna da Circuncisão                                                 | Algumas pessoas dizem que elas datam do século XIII. Embora, elas estão sempre sendo regularmente atualizadas devido à cerimônia de circuncisão que acontece a cada três anos. |
| 58 | Sanga, Mali           | Máscara dogom                   | Escultura dogon de madeira, provavelmente uma figura ancestral, século XVII-XVIII | Estas máscaras são utilizadas durante a dança. Elas são objetos sagrados, muito poderosas para os mortais comuns para guardá-las ou até mesmo para saber onde elas são guardadas. |
| 59 | Trípoli, Líbia        | Léptis Magna                    | Arco em Léptis Magna                                                              | Léptis Magna, também conhecida como Lectis Magna (ou Lepcis Magna como às vezes é escrito), também chamada de Lpqy ou Neapolis, foi uma cidade importante do Império Romano. Suas ruínas estão localizadas em Al Khums, Líbia, 130 km a leste de Trípoli, na costa, onde o Lebda Wadi encontra o mar.                                                     |
| 60 | Alcácer Alhaje, Líbia | Celeiro berbere                 | Celeiro berbere                                                                   | É um edifício criado para o armazenamento e preservação de alimentos. É construído a partir de materiais locais, como pedra, gipsita, gesso. |
| 61 | Egito                 | Grande Pirâmide de Gizé         | Grande Pirâmide de Gizé                                                           | A Grande Pirâmide de Gizé (também chamada de Pirâmide de Khufu e a Pirâmide de Quéops) é a mais antiga e maior das três pirâmides de Gizé na necrópole que fazem divisa com o que é agora El Giza, no Egito, e historicamente é a mais antiga das sete Maravilhas do Mundo Antigo e a única que sobrevive substancialmente intacta.                       |
| 62 | Cairo, Egito          | Máscara mortuária de Tutancâmon | Máscara de Tutancâmon                                                             | Uma incrível obra de arte. Linda nos detalhes e na forma. Na frente há a imagem do abutre e da cobra. |
| 63 | Luxor, Egito          | Tumba de Nefertari              | Pintura de Nefertari na tumba                                                     | A tumba de Nefertari está fechada ao público. Dentro dela estão as pinturas de parede mais bonitos e mais bem preservadas já descobertas no Egito. As imagens contam a história da jornada de Nefertari, após a morte, para o submundo e depois para o renascimento.                                                                                      |
| 64 | Edfu, Egito           | Templo de Edfu                  | Templo de Edfu                                                                    | O Templo de Edfu é um antigo templo egípcio localizado na margem oeste do Nilo, na cidade de Edfu, que era conhecido na época greco-romana como Apollonopolis Magna, em homenagem ao deus Horus-Apollo. É um dos templos mais bem conservadas do Egito. O templo, dedicado ao deus falcão Hórus, foi construído no período ptolemaico entre 237 e 57 a.C. |

## Episódio 9: Da Turquia à Alemanha
| #  | Localidade              | Tesouro                         | Imagem                               | Breve descrição |
| -- | ----------------------- | ------------------------------- | ------------------------------------ | --- |
| 65 | Capadócia, Turquia      | Cidade subterrânea de Derinkuyu | Arquitetura rochosa da Capadócia     | A cidade subterrânea de Derinkuyu está localizada no distrito homônimo da província de Derinkuyu Nevşehir, Turquia. Situa-se na estrada entre Nevşehir e Niğde, a uma distância de 29 km de Nevsehir. Foi aberta para os visitantes a partir de 1969 e até hoje, apenas 10 por cento da cidade subterrânea é acessível aos turistas. Seus oito andares estendem-se a uma profundidade de aproximadamente 85 m. |
| 66 | Istambul, Turquia       | Basílica de Santa Sofia         | Basílica de Santa Sofia              | Hagia Sofia é uma ex-basílica patriarcal ortodoxa, depois uma mesquita, e agora um museu em Istambul, Turquia. Famosa, em particular, por sua enorme cúpula, é considerada o epítome da arquitectura bizantina e de ter "mudado a história da arquitetura." |
| 67 | Moscou, Rússia          | Metrô de Moscou                 | Estação Kievskaya                    | O Metrô de Moscou, que se estende por quase toda a capital russa, é o segundo sistema mundial de metrô mais usado. Inaugurado em 1935, é bem conhecido pelo projeto ornamentado de muitas de suas estações, que contêm excelentes exemplos de arte realista socialista. |
| 68 | São Petersburgo, Rússia | Casa de Pedro, o Grande         | Casa de Pedro, o Grande              | A casa de Pedro, o Grande é uma pequena casa de madeira que foi o primeiro "palácio" em São Petersburgo do czar Pedro, o Grande. A casa foi construída em três dias em maio de 1703, por soldados do Regimento de Semyonovskiy. |
| 69 | Solovki, Rússia         | Mosteiro de Solovetsky          | Mosteiro de Solovetsky               | Mosteiro Solovetsky foi a maior fortaleza do cristianismo no norte da Rússia antes de ser transformada em uma prisão especial Soviética e campo de trabalho (1926-1939), que serviu de protótipo para o sistema Gulag. |
| 70 | Wieliczka, Polônia      | Minas de sal de Wieliczka       | Capela nas minas de sal de Wieliczka | A Mina de Sal de Wieliczka, localizada na cidade de Wieliczka, no sul da Polônia, situa-se dentro da área metropolitana de Cracóvia. A mina esteve em contínua operação, produzindo o sal de cozinha desde o século XIII até 2007, uma das minas operacionais de sal mais antigas do mundo (a mais antiga fica em Bochnia, Polônia, a cerca de 20 quilômetros de Wieliczka).                                   |
| 71 | Berlim, Alemanha        | Volkswagen Fusca                | Volkswagen Fusca                     | O Fusca, também conhecido como o Volkswagen Tipo 1, foi um carro econômico produzido pelo fabricante de automóveis alemão Volkswagen (VW) de 1938 até 2003. Utilizou um motor traseiro refrigerado a ar com tração traseira (RR layout). |
| 72 | Dessau, Alemanha        | A cadeira Brno na Bauhaus       | Cadeira Brno                         | A cadeira Brno (número do modelo MR50) é uma cadeira cantilever modernista projetada por Ludwig Mies van der Rohe em 1929-1930 para o quarto da casa Tugendhat em Brno, República Tcheca. |

## Episódio 10: Da Bósnia à França e o retorno para casa
| #  | Localidade                   | Tesouro              | Imagem                 | Breve descrição |
| -- | ---------------------------- | -------------------- | ---------------------- | --- |
| 73 | Mostar, Bósnia e Herzegovina | Stari Most           | Stari Most             | Ponte do século XVI reconstruída na cidade bósnia de Mostar. Foi encomendada por Solimão, o Magnífico e tinha a realização técnica mais avançada, quando foi construída. |
| 74 | Atenas, Grécia               | Partenon             | Parthenon              | Templo do século V a.C. para Atena é o edifício principal na Acrópole, em Atenas. Seu estado em ruínas teve um enorme impacto sobre o movimento romântico.               |
| 75 | Roma, Itália                 | Panteão              | Panteão                | Templo de todos os deuses no centro de Roma. Sua cúpula é uma das maiores e mais antigas do mundo.                                                                       |
| 76 | Florença, Itália             | Capela dos Médici    | Capela dos Médici      | Capela projetada por Michelangelo para a família Médici, que foi a família mais poderosa de Florença durante a Renascença.                                               |
| 77 | Veneza, Itália               | Grande Canal         | Grande Canal de Veneza | O canal mais importante de Veneza, rodeado por muitos dos edifícios mais belos da cidade.                                                                                |
| 78 | Madrid, Espanha              | Guernica             | Guernica               | Pintura de Pablo Picasso; uma reação ao bombardeio das tropas do ditador Franco à cidade basca de Guernica durante a Guerra Civil Espanhola.                             |
| 79 | Granada, Espanha             | Alhambra             | Pátio dos Leões        | Um palácio na cidade espanhola de Granada, considerada uma das melhores peças da arquitetura islâmica.                                                                   |
| 80 | Chartres, França             | Catedral de Chartres | Catedral de Chartres   | Uma das mais importantes catedrais góticas, especialmente conhecida por seus vitrais.                                                                                    |